# Кумский (Калмыкия)
Кумский — бывший посёлок в Городовиковском районе Калмыкии. Посёлок располагался на правом берегу ручья без названия, впадающего в реку Башанта.

## История
После образования Калмыцкой автономной области кумские калмыки, проживавшие в Терской губернии, на народном собрании 16 июля 1920 г. выразили желание переехать в Большедербетовский улус. По переписи 1917 года их насчитывалось более 2 тыс. человек.  Их переселение было организовано в 1922 году. Они получили земельные наделы из свободного фонда Калмыцкой области, поселившись к югу от ставки улуса Большедербетовского улуса - посёлка Башанта, образовав так называемый Кумский аймак (посёлок). Присоединён к посёлку Башанта в 1970 году.